# Niebieski spaniel pikardyjski
Niebieski spaniel pikardyjski – rasa psa, należąca do grupy spanieli. Podlega próbom pracy.

## Krótki rys historyczny
Pies ten pochodzi ze skrzyżowania spaniela pikardyjskiego z seterem angielskim.

## Temperament
Pies ten nadaje się do sportów, jest bardzo aktywny i potrzebuje regularnych ćwiczeń. Z natury niebieskie spaniele pikardyjskie są ciche, choć lubią się bawić, tolerują inne zwierzęta i dzieci. 